# Peter Duckers
Peter Duckers (ur. 1952 w Copthorne)– brytyjski historyk i kolekcjoner odznaczeń. Kurator Shropshire Regimental Museum na zamku w Shrewsbury w latach 1997–2013 i członek „Orders and Medals Research Society”. Autor kilkudziesięciu książek i artykułów z dziedziny historii wojskowości i falerystyki.

## Publikacje (wybór)
- The Azoff Campaign 1855. Dispatches, medals, rolls. 1996
- The Delhi Durbar Medal 1911 to the British Army. 1998
- The King's Shropshire Light Infantry 1881-1968. 1998
- Reward of valor. The Indian Order of Merit 1914-1918. 1999
- British campaign medals 1815-1914. 2000
- Soldiers of Shropshire. 2000
- British campaign medals 1914-2000. 2001
- British gallantry awards 1855-2000. 2001
- Egypt 1882. Dispatches, casualties, awards. 2001
- The Delhi Durbar 1903. A complete roll and index of recipients. 2002
- The British-Indian Army 1860-1914. 2003
- British orders and decorations. 2004, 2014
- British military rifles 1800-2000. 2005
- The Victoria Cross. 2005
- Castles of Shropshire. 2006
- European orders and decorations to 1945. 2008
- British military medals. A guide for the collector and family historian. 2009, 2013
- The Crimean War at sea. Naval campaigns against Russia 1854-56. 2011
- British campaign medals of the First World War. 2011
- Diary of Flanders Campaign. 2013